# Zyvex Technologies
Zyvex Technologies (ранее Zyvex Performance Materials, ZPM) — это компания по молекулярной инженерии со штаб-квартирой в городе Колумбус, штат Огайо. Zyvex Technologies специализируется на разработке современных материалов, в том числе препрег, эпоксидных смол и клеев.

## История
Zyvex Technologies является частной компанией и публично не сообщает о своих доходах и клиентах. У него есть сеть поставок и операционные партнеры в Огайо, Техасе, Южной Дакоте и Вашингтоне. Компания в 2007 году выделилась из Zyvex, первой в мире компании по молекулярным нанотехнологиям. В 2009 году Zyvex Technologies стала одним из получателей гранта в размере 4,9 миллиона долларов США от программы «Третья граница Огайо». Это финансирование направлено на разработку передовых «нано-улучшенных» пластиков с Polyone Corporation, а также передовых систем смол с Hexion Specialty Chemicals. 
В октябре 2010 года Zyvex Performance Materials изменила свое название на Zyvex Technologies. 

## Подразделения и разработки
Подразделение Engineered Solutions разрабатывает специальные наномателиалы для композитов. Исторически углеродные нанотрубки (УНТ) и графен были по своей природе прочными, но считались трудными для использования в материалах из-за проблем с молекулярными связями. Zyvex Technologies известна тем, что разработала молекулы, которые решают эти проблемы с дисперсией с помощью технологии Kentera.
Команда Zyvex Advanced Composites Solutions помогает разрабатывать продукты, созданные на основе запатентованн16-метровая лодка весит 4 т и имеет в три раза большую полезную нагрузку и в десять раз больший диапазон по сравнению с другими универсальными транспортными средствами, построенными из традиционных материалов, таких как алюминий.
4 ноября 2011 года Zyvex официально запустила свое морское подразделение Zyvex Marine, которое занимается всеми видами деятельности по созданию лодок. 

## Клиенты
Zyvex Technologies поставляет материалы и оказывает поддержку в разработке новых продуктов для клиентов на многих рынках, включая оборонные, морские, автомобильные, лакокрасочные, энергетические, аэрокосмические, спортивные товары, медицинские и баллистические материалы. 

## Внешние ссылки
- Zyvex Technologies Архивная копия от 22 января 2020 на Wayback Machine
- Piranha USV Архивная копия от 27 апреля 2014 на Wayback Machine